# Église Sainte-Madeleine d'Orsonnette
Pour les articles homonymes, voir Église Sainte-Madeleine.
L'église Sainte-Madeleine est une église catholique située à Orsonnette, dans le département français du Puy-de-Dôme en région Auvergne-Rhône-Alpes.

## Historique
Église d'un ancien prieuré de la Chaise-Dieu, l'église Sainte Madeleine date du XIIe siècle. Ce petit édifice roman est classé au titre des monuments historiques en 1907.

## Architecture
L'édifice est constitué par une nef voûtée en berceau, suivie d'un transept non débordant et d'un chœur semi-circulaire coiffé d'un cul-de-four. Côté est, la porte comblée est celle de l'ancienne sacristie. Le chevet à trois pans est couronné d'un entablement porté par de remarquables modillons sculptés : têtes d'animaux, têtes humaines et le fameux bousset des vignerons.
Les décors superficiels datent du XIXe siècle, période durant laquelle a été réalisé le retable du maître-autel. Un décor plus ancien, que l'on peut difficilement dater, vu son état fragmentaire, mais qui ne semble pas antérieur au XVIIIe siècle, est réalisé sur un enduit à base de chaux aérienne et de sable siliceux. Il faut signaler, à la base du mur sud à hauteur de la deuxième travée, une gravure dans la pierre qui est antérieure à tout décor et pourrait remonter à la période de construction : il s'agit de l'image stylisée d'un labyrinthe.

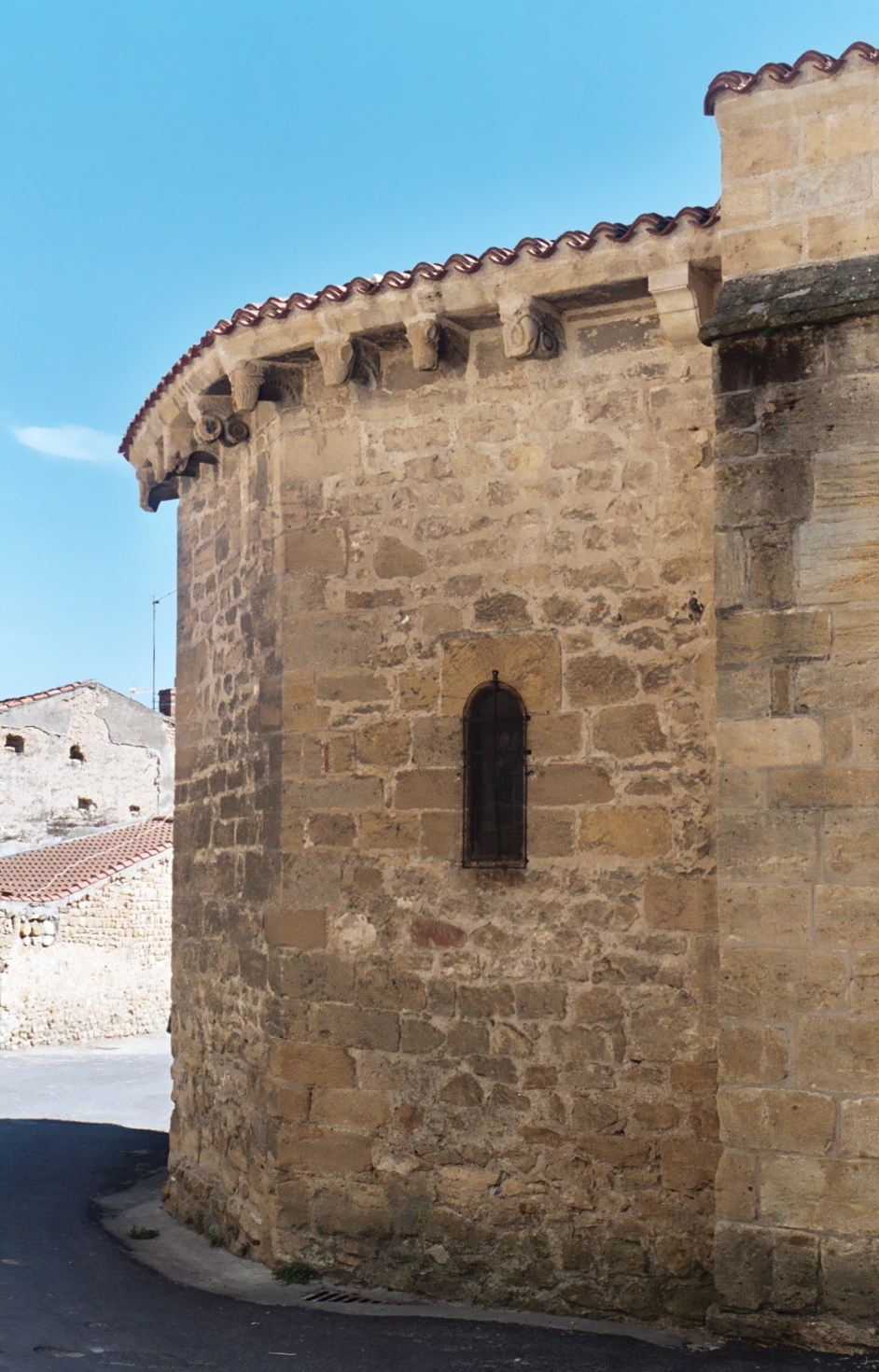
Abside.
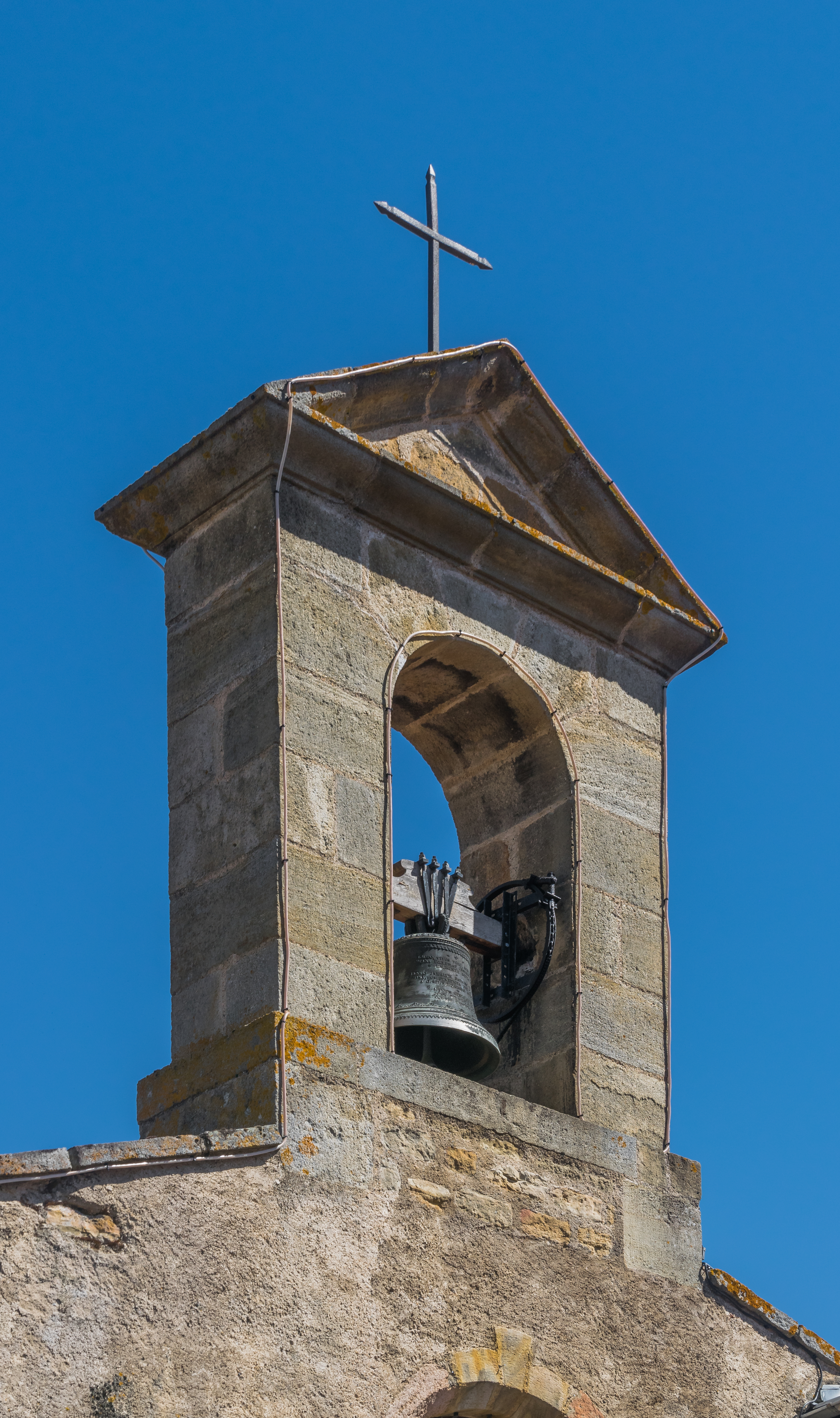
Clocheton.